# Рысбаев, Абдыкарим
Абдыкарим Рысбаев — советский хозяйственный, государственный и политический деятель.

## Биография
Родился в 1906 году в селе Кашкилен. Член КПСС.
С 1926 года — на хозяйственной, общественной и политической работе. В 1926—1960 гг. — на комсомольской и советской работе в Киргизской ССР, первый секретарь Кызыл-Кийского горкома КП(б) Киргизии, 3-й секретарь ЦК КП(б) Киргизии, слушатель Высшей школы партийных организаторов при ЦК ВКП(б), участник Великой Отечественной войны, секретарь партийной комиссии 124-й особой бригады, 2-й секретарь Ошского областного комитета КП(б) Киргизии, председатель Исполнительного комитета Джалал-Абадского областного Совета, министр социального обеспечения Киргизской ССР, председатель Партийной комиссии при ЦК КП Киргизской ССР.
Избирался депутатом Верховного Совета Киргизской ССР 2-го, 3-го, 4-го, 5-го, 6-го, 7-го созывов.
Умер во Фрунзе в 1990 году.